# Hungría en los Juegos Paralímpicos de Atlanta 1996
Hungría estuvo representada en los Juegos Paralímpicos de Atlanta 1996 por un total de 42 deportistas, 32 hombres y 10 mujeres.

## Medallistas
El equipo paralímpico húngaro obtuvo las siguientes medallas:
| Nombre                                                    | Deporte                    | Evento                         |
| --------------------------------------------------------- | -------------------------- | ------------------------------ |
| Oro                                                       |                            |                                |
| Pál Szekeres                                              | Esgrima en silla de ruedas | Florete individual B masculino |
| Pál Szekeres                                              | Esgrima en silla de ruedas | Sable individual B masculino   |
| Zsolt Vereczkei                                           | Natación                   | 50 m espalda S5 masculino      |
| Katalin Engelhardt Mónika Járomi Diána Zámbó Gitta Ráczkó | Natación                   | 4 × 50 m estilos S1-6 femenino |
| Paulik Ilona Sasváriné                                    | Tenis de mesa              | Individual 3 femenino          |
| Plata                                                     |                            |                                |
| Judit Pálfi                                               | Esgrima en silla de ruedas | Florete individual B femenino  |
| Mónika Járomi                                             | Natación                   | 50 m mariposa S5 femenino      |
| Bronce                                                    |                            |                                |
| Katalin Engelhardt                                        | Natación                   | 50 m mariposa S5 femenino      |
| Katalin Engelhardt                                        | Natación                   | 200 m estilos SM5 femenino     |
| Gitta Ráczkó                                              | Natación                   | 100 m braza SB5 femenino       |